# زالنجي

جامعة زالنجي احدى معالم المدينة

زالنجي هي عاصمة ولاية وسط دارفور.تقع في غرب السودان ضمن ولايات دارفور الخمس. يحدها شمالاً ولاية شمال دارفور، وشرقاً ولاية جنوب دارفور، وفي الشمال الغربي ولاية غرب دارفور وفي الغرب تشاد، وجنوباً جمهورية أفريقيا الوسطى
اشتهرت هذه المدينة «بجبنها الأبيض». وفي عام 2009 بلغ عدد سكانها 27,258 نسمة 
زالنجي تعتبر حلقة وصل مهمة لإيصال المعونات من الهيئات الإنسانية التي تعمل عند موقع الأحداث في منطقة جبل مرة في الشرق، كما أن المدينة نفسها مركز تجمع لمن لجأ إليها هربا من مناطق القتال ومخاطرها عليهم ولأسباب أخرى.

## المواصلات

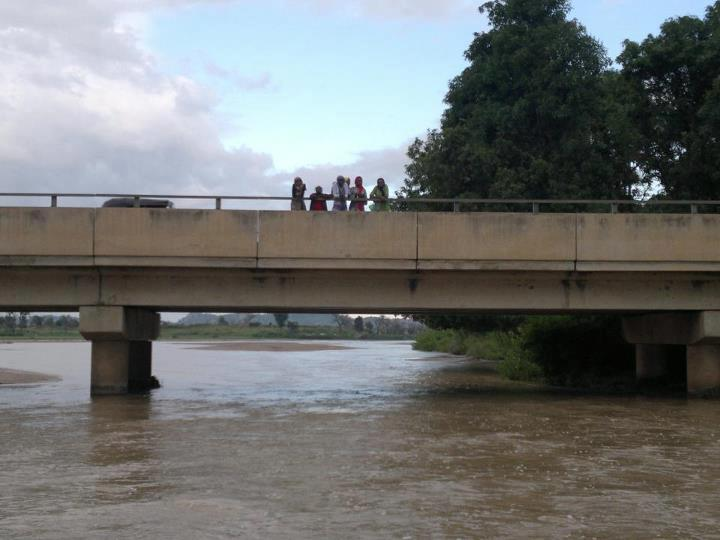

يصل المدينة بالعالم الخارجي مطار زالنجى.

## السكان

سوق زالنجي 1961

عدد سكانها 27,000 نسمة حسب إحصاء عام 1993 م ومن أهم معالمها جامعة زالنجي  وبها العديد من الكليات مثلا :
1/ كليتي التربية عام وأساس 
2/كليتي الزراعة وعلوم الغابات 
3/كليتي التقانة وعلوم الحاسوب 
4/كليتي الطب والعلوم الصحية
5/كلية اللغات  
6/كلية الدراسات العليا والبحث العلمي.
مشروع جبل مرة للتنمية الريفية التابعة للسوق الأوربية المشتركة وبالإضافة للمصالح الحكومية وبها ثلاث مدارس ثانوية 2 للبنين وأخرى للبنات وعدد كبير من مدارس الأساس وأشهرها في الأونة الأخيرة مدرسة (أبوبكر الصديق) الكائن في حي الحصاحيصا بغرب المدينة وهي من أكبر احياء المدينة على الإطلاق ومن أقدم أحيائها حي الوادي وحي السوق وحي المحافظين وهي تتكون من عشر أحياء تقريباً.

### محلية  زالنجي
تتكون محلية زالنجي من ثلاثة وحدات إدارية وهي
- وحدة مدينة زالنجي
- وحدة أبطأ الإدارية
- وحدة تريج الإدارية

```
 
الجبال في مدنية زالنجي
```

هناك الكثير من الجبال في مدنية زالنجي 
والجبال هي جبل كنجومية ، جبل كونجي،  جبل سرمي ، جبل كرندلي ،  جبل عصيدة ، جبل قندراسي ،  جبل قيري  ، جبل مرفعين ، جبل تنقو ، جبل تل تل

#### وديان مدنية زالنجي

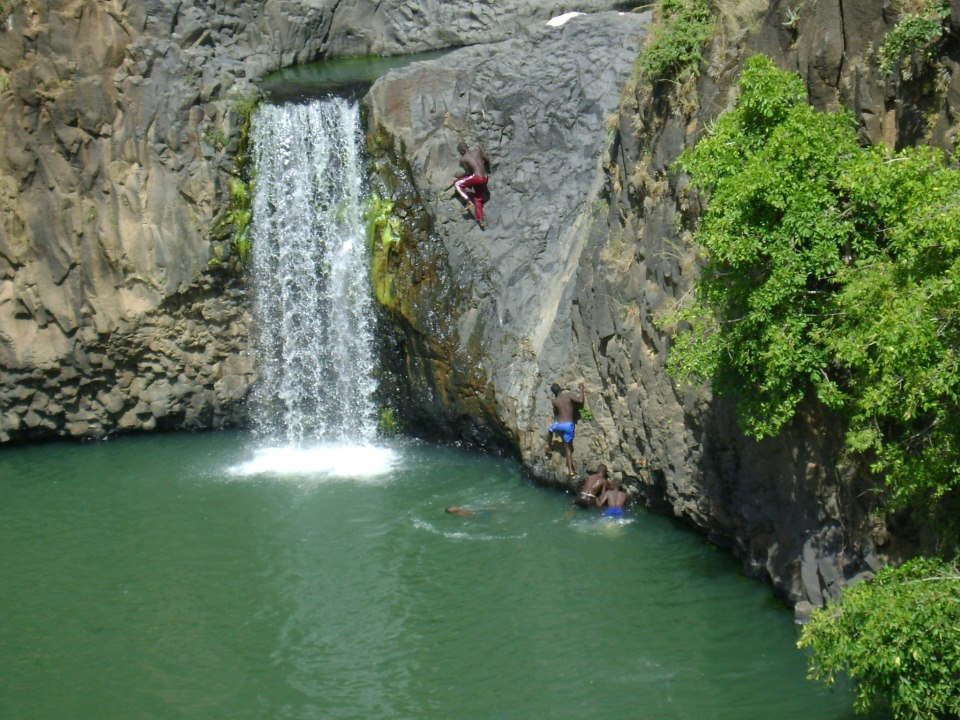
شلال زالنجي

وأيضاً مدنية زالنجي بها العديد من الوديان ك غيرها من ولايات دارفور وأشهر وديانها
- وادي اريبو الذي ينحدر من أقصى جنوبها مطوقآ إياها شرقآ وغربآ ويصب فيه وادي قريش  ورجل دورلي  وديان مدينة زالنجي.

- وادي ازوم الذي ينبع من شرق مدينة زالنجي ليلتقيا مع اريبو في مقرن تاري وهو مشروع كبري مستقبلآ لربط المدينة بمناطق الإنتاج حلة برنو-دنقل -كراري -كرقو